# 이은솔
이은솔(1996년 4월 28일 ~ )은 대한민국의 전 아나운서이다.

## 학력
- 연세대학교 성악과 학사 전공 졸업

## 경력
- 현대 HCN 충북 아나운서 (2020년)
- KBS부산방송총국 아나운서 (2021년)
- YTN 아나운서(앵커) (2022년 ~2025년 )

## 진행
- KBS부산방송총국
  - KBS부산 1TV '뉴스930'(2021.4.5 ~ 2021.12.31)
  - KBS부산 1TV '아침마당 부산'(2021년 4월 23일 ~ 2021년 12월 31일)
  - KBS부산 1TV '생생투데이 사람과 세상'(2021.5.6 ~ 2021.8.25)

- YTN
  - 굿모닝 와이티엔 (1부, 2022년 6월 7일 ~ 2023년 3월 17일)
  - 뉴스N이슈 (2023년 3월 20일 ~ 2023년 11월 10일)
  - YTN 24 (심야 시간대, 2023년 11월 14일 ~ 2024년 4월 30일)
  - YTN 뉴스와이드[주말]
  - 뉴스출발[주말] (2023년 11월 14일 ~ 2024년 4월 1일)
  - YTN 자정 뉴스[주말]
  - 뉴스라이더
  - 뉴스LIVE
  - YTN 뉴스퀘어 8PM (2024년 5월 1일 ~ 2025년 1월 3일)
  - YTN 뉴스NIGHT (2025년 1월 6일 ~ 2025년 3월 14일)

- YTN 사이언스
  - 뉴튜브 (2022년 9월 18일 ~ 2023년 2월 5일)
  - 영상실록 오늘N (2022년 9월 17일 ~ 12월 10일)

- YTN2
  - 세상의 모든 이야기 세모이 (2022년 9월 19일 ~ 2023년 8월 28일)